# Glossoloma anomalum
Glossoloma anomalum är en tvåhjärtbladig växtart som beskrevs av J.L. Clark. Glossoloma anomalum ingår i släktet Glossoloma och familjen Gesneriaceae. Inga underarter finns listade i Catalogue of Life.